# Großer Parmensee
Der Große Parmensee (manchmal auch nur Parmensee ohne Adjektiv) liegt im Oberlauf des Quillow, er ist der fünfte und größte nach dem Bucheisensee (Quellsee), dem Roßbauersee, dem Wrechener See [vreçənɐ] und dem Kleinen Parmensee. Im Landkreis Uckermark des Landes Brandenburg gelegen, zählt er zu den Uckermärkischen Seen. Er liegt südlich von  Fürstenwerder und ist nach der Ortschaft Parmen an seinem Südufer benannt.
Er hat eine maximale Länge von rund drei Kilometern und eine maximale Breite von etwa 670 Metern. Der kalkreiche ungeschichtete See verfügt am Ostufer über zwei ausgeprägte Buchten. Im See gibt es zwei kleinere Inseln. Die Umgebung des Sees ist recht hügelig und wird landwirtschaftlich genutzt. Das Einzugsgebiet des Sees beträgt rund 3.200 Hektar.
Der See gehörte früher zur Gemarkung Parmen und später zur Gemarkung Fürstenwerder, die jetzt ein Ortsteil der Gemeinde Nordwestuckermark ist.
Im See sind Fischarten wie Hecht, Barsch, Zander, Aal, Aalquappe, Karpfen und Schleie beheimatet.
Erstmals schriftlich erwähnt wurde das Gewässer im Jahr 1578 als „der grosse Parmsche See“. Der Name leitet sich wahrscheinlich vom altpolabischen Wort *parm für 'Fähre' ab.